# Пилипчанська сільська рада (Баришівський район)
| Пилипчанська сільська рада — колишній орган місцевого самоврядування у Баришівському районі Київської області з адміністративним центром у с. Пилипче. Історична дата утворення: в 1987 році. Водоймища на території, підпорядкованій даній раді: річка Недра. Сільській раді підпорядковані населені пункти: - с. Пилипче |

## Склад ради
Рада складається з 12 депутатів та голови.

### Керівний склад ради
| ПІБ                              | Основні відомості                                                         | Дата обрання | Дата звільнення |
| -------------------------------- | ------------------------------------------------------------------------- | ------------ | --------------- |
| Козаченко Роман Борисович        | Сільський голова, 1968 року народження, освіта, безпартійний              | 26.03.2006   | 31.10.2010      |
| Мірошніченко Анатолій Васильович | Сільський голова, 1964 року народження, освіта вища, член Партії регіонів | 31.10.2010   |                 |

Примітка: таблиця складена за даними джерела

## Населення
Згідно з переписом УРСР 1989 року чисельність наявного населення села становила 542 особи, з яких 225 чоловіків та 317 жінок.
За переписом населення України 2001 року в селі мешкало 440 осіб.

### Мова
Розподіл населення за рідною мовою за даними перепису 2001 року:
| Мова       | Відсоток |
| ---------- | -------- |
| українська | 98,21 %  |
| російська  | 1,79 %   |